# プロシア語
プロシア語（プロシアご）またはプルーセン語（プルーセンご）とは、かつて東プロイセン（現在のポーランド北東部とロシア カリーニングラード州）の先住民族プロシア人（プルーセン人）が話していた言語で、バルト語派に属する死語である。13世紀に始まるドイツ人の植民以降に勢力を失い、18世紀初めには使われなくなった。
古プロシア語ではこの言語を "Prūsiskan" と呼んだ（民族名は "Prūsas" で、"プロイセン"自体は "Prūsa" と呼んだ）。

## 概略
古くはタキトゥスが『ゲルマニア』で触れている「アエスティ族（Æsti）」が古プロシア語を話す人々だった可能性がある。ただしタキトゥスは彼らを「スエビ族（ゲルマン人の一部族）に似ているがブリタニア風の言語（つまりケルト語）を使う」と書いている。
古プロシア語は同じ西バルト語群に属する古クロニア語とスドヴィア語（いずれも死語）に近い。またさらにかけ離れてはいるが現在も用いられている東バルト語のリトアニア語やラトビア語、さらにはスラヴ語派にも関係がある。
例えば、古プロシア語における "zeme" は、ラトビア語の "zeme" 、リトアニア語の "žemė" 、ロシア語の "земля(zemljá)" 、ポーランド語の "ziemia" （いずれも「土」または「土地」の意味）などと関係がある。 
宗教改革以降の時代にはドイツのみならずポーランド、リトアニア、イギリスなどからの移民も多く、プルーセン人は次第に少数派となって、支配階級の話すドイツ語を使うようになり、彼らに同化していった。古プロシア語は18世紀初めには話されなくなったと思われる。 
しかし、低地ドイツ語系の東低地ドイツ語に属する低地プロイセン語には、古プロシア語に由来する単語がいくつかある。例えば "kurp" （靴、標準ドイツ語ではSchuh）は古プロシア語の "kurpi" に由来する。 
古プロシア語は13世紀頃からラテン文字で記録されるようになったが、残っている文献はわずかで、そのほかドイツ語文献の中に書かれた単語が残っている。
地名には古プロシア語によるものが多く残った。しかしナチスの時代には地名のドイツ語化が進められた。さらにソ連に併合されると旧地名が廃止され、これによって消えた地名もある。 